# 7455 Подосек
7455 Подосек (7455 Podosek) — астероїд головного поясу, відкритий 2 березня 1981 року.
Тіссеранів параметр щодо Юпітера — 3,305.